# Simandres
Simandres település Franciaországban, Rhône megyében. Lakosainak száma 1886 fő (2022. január 1.). Simandres Marennes, Chuzelles, Villette-de-Vienne, Communay és Saint-Symphorien-d'Ozon községekkel határos.

## Népesség
A település népessége az elmúlt években az alábbi módon változott:
| Lakosok száma | 1691 | 1726 | 1778 | 1812 | 1799 | 1810 | 1823 | 1855 | 1886 |
|               | 2013 | 2015 | 2016 | 2017 | 2018 | 2019 | 2020 | 2021 | 2022 |